# Tremedal
Tremedal là một đô thị thuộc bang Bahia, Brasil. Đô thị này có diện tích 1779,422 km², dân số năm 2007 là 20811 người, mật độ 11,7 người/km².